# La Chanson de l'adieu
Pour plus de détails, voir Fiche technique et Distribution.
La Chanson de l'adieu (Abschiedswalzer) est un film franco-allemand réalisé par Géza von Bolváry et Albert Valentin, sorti en 1934.

## Synopsis
En 1831 à Varsovie, Frédéric Chopin, jeune étudiant en musique, tombe amoureux de la chanteuse Constantia. Lorsque son professeur de musique apprend que des bandes de révolutionnaires souhaitent entrainer son élève à leurs agissements, lui et Constantia élaborent un plan pour éloigner Chopin de la révolution. Elle va lui faire croire qu'elle ne l'aime plus, si bien que Chopin consent à se rendre à un concert à Paris. Là-bas, il fait la connaissance de la fameuse George Sand, dont il tombe sous le charme.  Avec son aide, il perce en tant que compositeur à Paris et devient un homme célèbre du jour au lendemain.

## Fiche technique
- Titre : La Chanson de l'adieu
- Titre original : Abschiedswalzer
- Réalisation : Géza von Bolváry et Albert Valentin
- Scénario : Ernst Marischka
- Dialogues : Jacques Natanson
- Photographie : Werner Brandes
- Costumes : Helene Hübele, Hans Kothe et Franz Lübeck
- Décors : Emil Hasler
- Son : Erich Lange
- Musique : Frédéric Chopin
- Pays d'origine :  France -  Reich allemand
- Production : Les Films sonores Tobis - Boston Film
- Genre : Comédie dramatique
- Durée : 87 minutes
- Date de sortie : France - 2 novembre 1934

## Distribution[1]
- Jean Servais : Frédéric Chopin
- Janine Crispin : Constantia Glodkowska
- Lucienne Le Marchand : George Sand
- Marcel Vallée : Josef Elsner
- Marcel André : Friedrich Karlbrenner
- Daniel Lecourtois : Franz Liszt
- Erna Morena : la baronne d'Orléans